# مقاطعة عباس آباد (مازندران)
مقاطعة عباس آباد (بالفارسية: شهرستان عباس‌آباد) هي منطقة سكنية في إيران وتقع في مازندران يقدر عدد السكان في
مقاطعة عباس آباد، بـ 45,589 نسمة .

## اقرأ ايضاً
- قائمة مدن إيران